# Şeref Has
Şeref Has (* 27. September 1936 in Yeniköy, Istanbul; † 13. Juni 2019) war ein türkischer Fußballspieler und -funktionär. Er war vom Sommer 1992 bis zum Sommer 2004 durchgängig Vorstandsmitglied des türkischen Fußballverbandes.

## Spielerkarriere

### Verein
Şeref Has startete seine Vereinsfußballkarriere bei Beylerbeyi SK. Anschließend wechselte er zu Beyoğluspor.
Im Sommer 1955 wechselte er zu Fenerbahçe Istanbul und spielte für diesen Verein 15 Spielzeiten lang.
Durch seine langjährige Tätigkeit bei Fenerbahçe Istanbul wird er stark mit diesem Verein assoziiert. Er wird sowohl von den Fans wie auch von dem Verein als einer der bedeutendsten Spieler der Vereinsgeschichte aufgefasst. Mit Fenerbahçe konnte er fünfmal die türkische Meisterschaft und einmal den türkischen Fußballpokal gewinnen. Er zählte lange Zeit hinter der Fenerbahçe-Legende Lefter Küçükandonyadis als der Spieler mit den zweitmeisten Einsätzen für diesen Verein, bis beide in dieser Rubrik in den 90ern von Müjdat Yetkiner überholt wurden.
Zur Saison 1968/69 entschied sich Fenerbahçe, einen radikalen Schnitt mit der Mannschaft zu machen und eine neue Mannschaft mit jungen Spielern zu formen. Infolge dieser Maßnahmen trennte man sich von vielen gestandenen Spielern, darunter auch Has. Daraufhin erklärte Has, erstmal zum Saisonende seine Karriere beenden zu wollen. Zu diesem Zweck wurde am 21. Juni 1969 ein Abschiedsspiel organisiert, in dem Fenerbahçe gegen eine Auswahl von Stars antrat. An diesem Abschiedsspiel nahmen mit Özcan Arkoç und Uwe Seeler auch zwei bekannte Größen des deutschen Fußballs teil.
Has spielte später in dem Zeitraum 1973 bis 1976 für Mersin İdman Yurdu, wo er auch den Posten des Co-Trainers innehatte. Im Anschluss an diese Zeit beendete er seine aktive Spielerkarriere.

### Nationalmannschaft
Şeref Has spielte zweimal für die türkische U-18-Nationalmannschaft und 39 Mal für die türkische Nationalmannschaft. Dabei lief er für Letztere in zehn Begegnungen als Kapitän auf.
1954 nahm er mit der türkischen U-18-Nationalmannschaft am FIFA-Juniorenturnier teil und erreichte hier hinter der argentinischen U-18 den 4. Platz. Has kam während des Turniers zu zwei Spieleinsätzen.
Mit der türkischen Auswahl nahm er 1967 am ECO-Cup teil und konnte mit seiner Mannschaft diesen Pokal gewinnen.

## Privates
- Şeref Has war der jüngere Bruder der als Tarzan Mehmet Ali bekannten Fenerbahçe-Legende Mehmet Ali Has.
- Er war Absolvent des renommierten Istanbuler Gymnasiums Kabataş Erkek Lisesi.
- Has war seit den frühen 1960er Jahren mit der Tochter von İbrahim Tusder verheiratet, einem ehemaligen Spieler Galatasarays. Dieser war während seiner Zeit bei Beykozspor der Cheftrainer von Şerefs älterem Bruder Mehmet Ali Has.[4]

## Titel und Erfolge

### Als Spieler
Fenerbahçe Istanbul
- Türkischer Meister (5): 1959, 1961, 1964, 1965, 1968
- Türkischer Pokalsieger (1): 1968

Türkische Nationalmannschaft
- ECO-Cup (1): 1967

Türkische U-18-Nationalmannschaft
- Vierter des UEFA-Juniorenturniers: 1954